# ALOHAnet
ALOHAnet – sieć komputerowa Uniwersytetu Hawajskiego stworzona w 1970 przez Normana Abramsona.
Inspiracją do jej powstania było wykorzystanie przez Armię Amerykańską podczas II wojny światowej fal radiowych jako medium transmisyjnego. Sieć ta służyła do komunikacji 7 komputerów na 4 różnych wyspach, przy czym centralny komputer znajdował się na wyspie Oʻahu. Tak jak w typowej topologii gwiazdy dwukierunkowej: nadawca rozpoczynał wysyłanie ramki w dowolnym momencie, a odbiorca odsyłał potwierdzenie jej otrzymania. Potwierdzenia te pozwalały albo na zakończenie poprawnie przeprowadzonej transmisji, albo na ponowne wysłanie ramki. Wadą takiej metody były tzw. kolizje czyli zniekształcenia danych podczas jednoczesnego nadawania sygnałów. Powstanie ALOHAnet przyczyniło się do opracowania pierwszego standardu Ethernetu wykorzystującego kabel koncentryczny.